# Бергман, Генрих
Генрих Бергман (нем. Heinrich Bergmann; 21 ноября 1902, Кассель, Гессен-Нассау, Германская империя — 14 мая 1980, Кассель, ФРГ) — гауптштурмфюрер СС, сотрудник гестапо и уголовной полиции на территории оккупированной Эстонии. После войны служил в федеральном ведомстве уголовной полиции.

## Биография
Генрих Бергман родился 21 ноября 1902 года в Касселе. После окончания школы безуспешно пытался поступить на службу в немецкую армию. В составе фрайкора участвовал в подавлении Капповского путча. В 1923 году поступил на службу в охранную полицию. 1 мая 1937 года вступил в НСДАП (билет № 5698408), а в 1939 году был принят в ряды СС. В 1938 году после окончания обучения в школе полиции безопасности и СД в Шарлотенбурге был переведён в уголовную полицию. Впоследствии работал в уголовной полиции в Штутгарте.
После в начала войны с СССР в ноябре 1941 года был отправлен в ведомство командира полиции безопасности и СД в Эстонии Мартина Зандбергера. Под его руководством Бергман возглавил отдел AV (уголовная полиция) и гестапо Таллине. Кроме того, он руководил отделениями гестапо в Пскове и Красном Селе и командовал частями айнзацгруппы A в Луге, которые использовались для борьбы с партизанами. В марте 1944 возглавил отдел A IV (гестапо) в Эстонии, до отступления войск вермахта с территории страны в сентябре 1944 года. Бергман был причастен к военным преступлениям: он организовывал массовые убийства евреев и сам принимал в них участие и частично был виновен в убийстве 243 цыган, которые были расстреляны 27 октября 1942 года в учебно-трудовом лагере в Харку. В 1944 году получил Крест «За военные заслуги» I-го класса с мечами. С осени 1944 года служил в Главном управлении имперской безопасности в VI ведомстве.

### После войны
В августе 1945 года Бергман проживал в Германии под своим настоящим именем. С 1955 года был служащим в федеральном ведомстве уголовной полиции (BKA). В 1956 году получил звание комиссара уголовной полиции и приступил к работе в отделе обучения и профессиональной экспертизы. В 1962 году вышел на пенсию. Когда преступления нацистов в Эстонии стали предметом судебного разбирательства, Бергман в 1960 году был допрошен, а в 1967 году арестован. Он сам не отрицал своего участия в преступлениях, но ссылался на необходимость выполнения приказов. В 1970 году начатое против него расследование было прекращено по состоянию здоровья Бергмана. Умер в 1980 году.